# 완충 지대

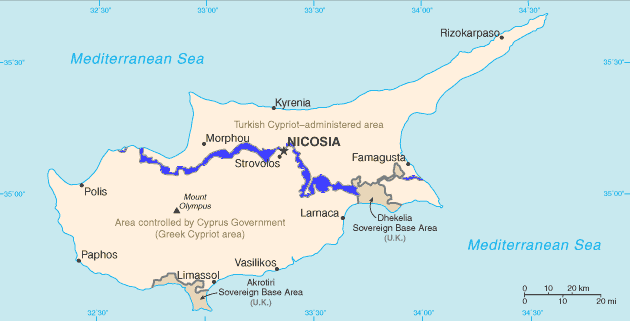
키프로스의 현 완충 지대 지도

완충 지대(緩衝地帶, buffer zone)는 지리학적으로 특정 목적을 위해 두 세 구역 내지 지방을 정하여 양쪽 지역에서 멀리 떨어지게 유도하는 지역을 말한다. 완충 지대의 가장 흔한 종류는 DMZ로서 그린벨트도 이에 해당한다. 반드시 그런 것은 아니지만 국경 사이에 하나의 소국가가 존재함으로써 완충 지대의 균형을 조성하는 경우도 있을 수 있다.
완충 지대는 폭력 및 유혈사태를 막고 환경을 보호하며 주거 및 상업 지역을 산업사고 및 재난에서 구제하기 위해 설정되며 범죄자들이 도주하지 못하게 하기 위해 일련의 구역이 설정되기도 한다.
완충 지대는 지역의 특성상 광활한 자연 보호 구역을 이루게 되며 관광의 목적이 아니더라도 지구촌 곳곳이 도로로 바뀌는 상황에서 고유한 자연 환경을 유지하는 매력을 지니고 있다.

## 같이 보기
- 완충국
- 비무장 지대(DMZ)
- 변경
- 유엔 키프로스 완충 지대